# Timarchidès

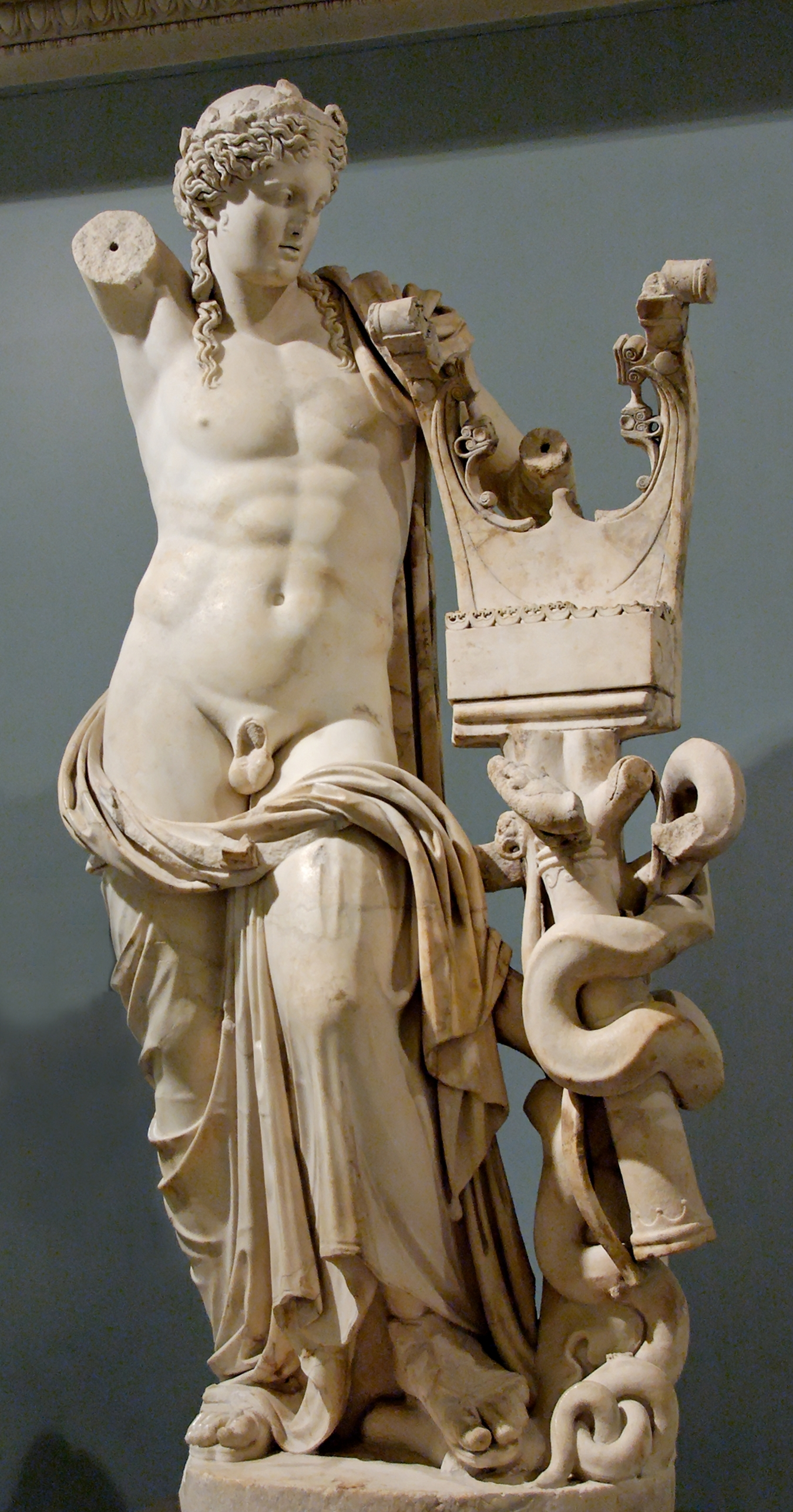
Apollon de Cyrène

Timarchidès (en grec ancien Τιμαρχίδης) est un sculpteur grec de la deuxième moitié du IIe siècle av. J.-C. et du début du Ier siècle av. J.-C.
Sa vie est très peu connue. Son père Polyclès l'Ancien, son frère Timoclès et ses fils Dionysios et Polyclès le Jeune sont également sculpteurs. Son père est mentionné par Pline l'Ancien comme l'un des membres de l'école néoclassique, qu'il situe vers 156 av. J.-C. Toute la famille de ce Timarchidès est venue s'installer à Rome où l'a ramenée Metellus le Macédonien. Ses fils figurent parmi les premiers artistes grecs à travailler pour des Romains et à voyager à Rome. 
Pline l'Ancien attribue à Timarchidès une statue d'Apollon « qui tient la cithare » dans le temple d'Apollon près du portique d'Octavie à Rome, dans lequel on reconnaît généralement le type dit de l'Apollon de Cyrène, d'après l'exemplaire au British Museum provenant du temple d'Apollon à Cyrène. La statue, dérivée du type de l'Apollon lycien est une bonne illustration de la manière dont l'école néoclassique mêle prototypes classiques et éléments hellénistiques. Pline attribue également à Timarchidès « des athlètes, des guerriers, des chasseurs et des sacrifiants ». Pausanias mentionne une statue cultuelle d'Asclépios à Élatée, réalisée avec son père Polyclès, et une statue cultuelle d'Athéna Cranaia réalisée avec son frère Timoclès.